# Xylopsocus capucinus
Xylopsocus capucinus là một loài bọ cánh cứng trong họ Bostrichidae. Loài này được Fabricius miêu tả khoa học năm 1781.

## Hình ảnh

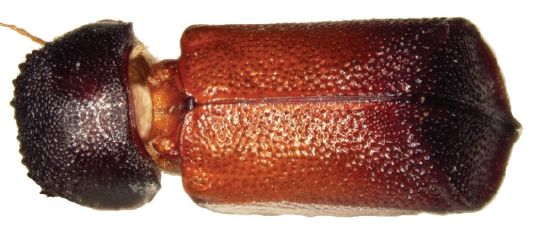